# Parafia Opieki św. Józefa i św. Michała Archanioła w Łosińcu
Parafia św. Michała Archanioła w Łosińcu – parafia rzymskokatolicka z siedzibą w Łosińcu, znajduje się w dekanacie Tomaszów-Południe, w diecezji zamojsko-lubaczowskiej. 
Parafia została erygowana 18 marca 1919, dekretem biskupa Mariana Fulmana. Liczy 2012 wiernych.
Do parafii należą wierni z następujących miejscowości: Kunki, Łasochy, Łosiniec, Maziły, Swidy, Ulów, Wólka Łosiniecka, Zawadki.